# Gföhl (Gemeinde Brand-Laaben)
Gföhl ist eine Ortschaft und Katastralgemeinde in der Gemeinde Brand-Laaben, Niederösterreich.

## Geografie
Die Streusiedlung Gföhl liegt südwestlich von Laaben und ist von der Landesstraße L119 nur über Güterwege erreichbar. Zur Katastralgemeinde Gföhl zählt auch die Einzellage Thomasberg. 

## Geschichte
Im Franziszeischen Kataster von 1821 ist Gföhl mit einigen zerstreuten Gebäuden verzeichnet. Laut Adressbuch von Österreich waren im Jahr 1938 in Gföhl zwei Landwirte mit Direktvertrieb ansässig.